# Congreso Eucarístico Internacional
El Congreso Eucarístico Internacional es una asamblea de la Iglesia católica que, convocada por el Papa, se reúne durante unos días en una ciudad determinada por la Santa Sede, para dar culto a la Eucaristía y orientar la misión de la Iglesia Católica en el mundo. Reúne a obispos, sacerdotes, religiosas, religiosos y fieles laicos presididos por el mismo Papa o por un delegado nombrado ad hoc.
El primer Congreso Eucarístico Internacional se celebró en la ciudad francesa de Lille en 1881. Pese a que en un principio se organizó un congreso cada año, no existe un calendario que fije su periodicidad. En los últimos años se han venido celebrando con un promedio de cada tres o cuatro años, y siempre en una ciudad diferente. Hasta la actualidad se han celebrado cincuenta y dos congresos, el último se realizó en 2021 en la ciudad de Budapest, Hungría, el cual se debió haber llevado a cabo en septiembre del 2020, pero debido a la Pandemia por COVID-19, se postergó para el 2021.
El último Congreso Eucaristico que se realizó, fue en Quito, Ecuador.

## Congresos Eucarísticos Internacionales celebrados
| Año  | Congreso                                   | Ciudad          | País                     |
| ---- | ------------------------------------------ | --------------- | ------------------------ |
| 1881 | I Congreso Eucarístico Internacional       | Lille           | Francia                  |
| 1882 | II Congreso Eucarístico Internacional      | Aviñón          | Francia                  |
| 1883 | III Congreso Eucarístico Internacional     | Lieja           | Bélgica                  |
| 1885 | IV Congreso Eucarístico Internacional      | Friburgo        | Suiza                    |
| 1886 | V Congreso Eucarístico Internacional       | Toulouse        | Francia                  |
| 1888 | VI Congreso Eucarístico Internacional      | París           | Francia                  |
| 1890 | VII Congreso Eucarístico Internacional     | Amberes         | Bélgica                  |
| 1893 | VIII Congreso Eucarístico Internacional    | Jerusalén       | Imperio Otomano          |
| 1894 | IX Congreso Eucarístico Internacional      | Reims           | Francia                  |
| 1897 | X Congreso Eucarístico Internacional       | Paray-le-Monial | Francia                  |
| 1898 | XI Congreso Eucarístico Internacional      | Bruselas        | Bélgica                  |
| 1899 | XII Congreso Eucarístico Internacional     | Lourdes         | Francia                  |
| 1901 | XIII Congreso Eucarístico Internacional    | Angers          | Francia                  |
| 1902 | XIV Congreso Eucarístico Internacional     | Namur           | Bélgica                  |
| 1904 | XV Congreso Eucarístico Internacional      | Angulema        | Francia                  |
| 1905 | XVI Congreso Eucarístico Internacional     | Roma            | Italia                   |
| 1906 | XVII Congreso Eucarístico Internacional    | Tournai         | Bélgica                  |
| 1907 | XVIII Congreso Eucarístico Internacional   | Metz            | Imperio Alemán           |
| 1908 | XIX Congreso Eucarístico Internacional     | Londres         | Reino Unido              |
| 1909 | XX Congreso Eucarístico Internacional      | Colonia         | Imperio Alemán           |
| 1910 | XXI Congreso Eucarístico Internacional     | Montreal        | Canadá                   |
| 1911 | XXII Congreso Eucarístico Internacional    | Madrid          | España                   |
| 1912 | XXIII Congreso Eucarístico Internacional   | Viena           | Imperio Austro-Húngaro   |
| 1913 | XXIV Congreso Eucarístico Internacional    | Malta           | Imperio Británico        |
| 1914 | XXV Congreso Eucarístico Internacional     | Lourdes         | Francia                  |
| 1922 | XXVI Congreso Eucarístico Internacional    | Roma            | Reino de Italia          |
| 1924 | XXVII Congreso Eucarístico Internacional   | Ámsterdam       | Países Bajos             |
| 1926 | XXVIII Congreso Eucarístico Internacional  | Chicago         | Estados Unidos           |
| 1928 | XXIX Congreso Eucarístico Internacional    | Sídney          | Australia                |
| 1930 | XXX Congreso Eucarístico Internacional     | Cartago         | Imperio colonial francés |
| 1932 | XXXI Congreso Eucarístico Internacional    | Dublín          | Irlanda                  |
| 1934 | XXXII Congreso Eucarístico Internacional   | Buenos Aires    | Argentina                |
| 1937 | XXXIII Congreso Eucarístico Internacional  | Manila          | Imperio Estadounidense   |
| 1938 | XXXIV Congreso Eucarístico Internacional   | Budapest        | Hungría                  |
| 1952 | XXXV Congreso Eucarístico Internacional    | Barcelona       | España                   |
| 1955 | XXXVI Congreso Eucarístico Internacional   | Río de Janeiro  | Brasil                   |
| 1960 | XXXVII Congreso Eucarístico Internacional  | Múnich          | Alemania                 |
| 1964 | XXXVIII Congreso Eucarístico Internacional | Bombay          | India                    |
| 1968 | XXXIX Congreso Eucarístico Internacional   | Bogotá          | Colombia                 |
| 1973 | XL Congreso Eucarístico Internacional      | Melbourne       | Australia                |
| 1976 | XLI Congreso Eucarístico Internacional     | Filadelfia      | Estados Unidos           |
| 1981 | XLII Congreso Eucarístico Internacional    | Lourdes         | Francia                  |
| 1985 | XLIII Congreso Eucarístico Internacional   | Nairobi         | Kenia                    |
| 1989 | XLIV Congreso Eucarístico Internacional    | Seúl            | Corea del Sur            |
| 1993 | XLV Congreso Eucarístico Internacional     | Sevilla         | España                   |
| 1997 | XLVI Congreso Eucarístico Internacional    | Breslavia       | Polonia                  |
| 2000 | XLVII Congreso Eucarístico Internacional   | Roma            | Italia                   |
| 2004 | XLVIII Congreso Eucarístico Internacional  | Guadalajara     | México                   |
| 2008 | XLIX Congreso Eucarístico Internacional    | Quebec          | Canadá                   |
| 2012 | L Congreso Eucarístico Internacional       | Dublín          | Irlanda                  |
| 2016 | LI Congreso Eucarístico Internacional      | Cebú            | Filipinas                |
| 2021 | LII Congreso Eucarístico Internacional     | Budapest        | Hungría                  |
| 2024 | LIII Congreso Eucarístico Internacional    | Quito           | Ecuador                  |